# Matupi
Matupi er den næststørste by i Chin i Burma. I 1994 var det totale indbyggertal på 47.072.
21°35′48″N 93°26′39″Ø / 21.5967°N 93.4441°Ø